# Nae Udakaová
Nae Udakaová (japonsky 宇髙　菜絵), (* 6. březen 1985 Saidžó, Japonsko) je reprezentantka Japonska v judu.

## Sportovní kariéra
Judu se věnuje od věku 5 let. V japonské reprezentaci byla dlouhou dobu až třetí v řadě. V roce 2014 využila svojí příležitost startu na mistrovství světa ziskem zlaté medaile.

## Výsledky
| Turnaj            | 2010       | 2011       | 2012       | 2013       | 2014       |
| Turnaj            | 25         | 26         | 27         | 28         | 29         |
| Turnaj            | lehká váha | lehká váha | lehká váha | lehká váha | lehká váha |
| ----------------- | ---------- | ---------- | ---------- | ---------- | ---------- |
| Mistrovství světa | úč.        | dns        | -          | dns        | 1.         |